# Stafs von Post
Stafs von Post, född 23 juli 1780 på Frängsäter i Skedevi socken, död 2 februari 1845 i Norrköping, var en svensk militär.
Stafs von Post var son till major Ernst von Post och Hedvig Carolina Fleetwood. Han blev volontär 1784, underlöjtnant vid artilleriet 1786, placerades på Svea artilleriregemente 1794 och avlade artilleriexamen 1796. von Post blev stabslöjtnant vid Svea artilleriregemente 1805, tygkapten 1811, stabskapten samma år, kapten vid Livgrenadjärregementets rothållsfördelning samma år och tredje major där 1812. Han deltog i fälttåget i Pommern 1807, Finska kriget 1808–1809 samt fälttågen i Tyskland och Norge 1813 och 1814. Post blev premiärmajor vid Livgrenadjärregementet 1825, överste i armén 1826, överstelöjtnant vid Första livgrenadjärregementet 1832 och överste där samma år. Han var sekundchef för Första livgrenadjärregementet 1832–1845. von Post blev generaladjutant i armén 1835. Han blev riddare av Svärdsorden 1814 och kommendör av samma orden 1841.